# Павел (Кравчук)
Архиепископ Павел (в миру Пётр Михайлович Кравчук; род. 26 сентября 1965, Миловцы, Тернопольская область) — архиерей Православной церкви Украины (до 15 декабря 2018 года — Киевского патриархата), архиепископ Тернопольский и Теребовлянский.

## Биография
Родился в селе Миловцы Чертковсого района Тернопольской области в семье православного священника, но «но когда исполнилось девять месяцев, мы с мамой поехали к папе. Так что моё детство прошло тоже в Сибири».
С 1966 по 1973 находился в России, в частности в Сибири, где совершал священническое служение его отец. Позже проживал в селе Кобыловолоках Теребовлянского района Тернопольской области; здесь также в 1983 завершил среднее образование. В 1983 году поступил во Львовский политехнический институт. В 1984—1986 проходил срочную службу в вооружённых силах СССР. В 1988 году женился. В 1990 году окончил Львовский политехнический институт.
28 апреля 1992 году архиепископом Тернопольским и Бучацким Василием был рукоположён во диакона, а 21 июня того же года им же — во священника. С июня 1992 года служил на приходах в Чертковском районе на Тернопольщине в частности настоятелем церкви Воскресения Христова в селе Миловке. В 1996 году овдовел. В 1991—1995 годах учился в Тернопольской духовной семинарии УАПЦ.
В марте 2009 года вместе с духовенством и прихожанами 33 приходов УАПЦ в Тернопольской области указом предстоятеля УПЦ КП Филарета (Денисенко) по собственной просьбе принят в клир УПЦ Киевского патриархата. При этом было выдвинуто условие рукоположить для этих приходов епископа из их среды. 12 марта 2009 года Синод УПЦ КП подтвердил принятие этих приходов, образовав из них Тернопольскую и Теребовлянскую епархия и избрав протоиерея Петра Кравчука епископом Тернопольским и Теребовлянским. В итоге в составе Киевского Патриархата стало действовать две Тернопольских епархии.
19 марта 2009 года в Свято-Михайловском Златоверхом монастыре Киева по благословению Филарета (Денисенко) митрополитом Переяслав-Хмельницким Димитрием пострижен в монашество с наречением имени Павел. 28 марта 2009 года во Владимирском кафедральном соборе города Киева был совершён чин наречения иеромонаха Павла (Кравчука) во епископа. 29 марта 2009 года во Владимирском кафедральном патриаршем соборе Киева состоялась его архиерейская хиротония, которую совершил: Патриарх Киевский и всей Руси-Украины Филарет (Денисенко), митрополит Переяслав-Хмельницкий Димитрий (Рудюк), архиепископ Тернопольский и Кременецкий Иов (Павлишин), епископ Тернопольский и Бучацкий Нестор (Пысик) и епископ Васильковский Евстратий (Зоря).
4 февраля 2012 года по случаю 50-летия епископской хиротонии Филарета (Денисенко) награждён орденом Владимира Великого ІІІ степени.
15 декабря 2018 года в храме Святой Софии в Киеве вместе со всеми другими архиереями УПЦ КП принял участие в «объединительном соборе», войдя таким образом в состав новообразованной ПЦУ. При этом объединения трёх параллельных епархий ПЦУ на Тернопольщине не произошло: Синод ПЦУ определил в январе 2019 года подтвердил что Нестор (Пысык) является архиепископом Тернопольским и Кременецким, Тихон (Петранюк) — архиепископом Тернопольским и Бучацким, а Павел (Кравчук) — епископом Тернопольским и Теребовлянским. Религиозные организации, которые входили в состав каждой епархии по состоянию на 15 декабря 2018 года, остаются в составе соответствующей епархии. О своей епархии сказал: «Я всегда говорю: наша епархия не малая, а компактная. Наше духовенство дружное и трудолюбивое. Построили три храма в Тернополе, а также храм в Бучаче. Трудятся на местах».